# Suhaia
Suhaia es una comuna ubicada en el distrito de Teleorman, Rumania.

## Superficie
Posee una superficie de 72,04 kilómetros cuadrados.

## Demografía
Hasta 2021 la población era de 1879 habitantes, con una densidad de población de 26,08 habitantes por kilómetro cuadrado.